# مقاطعة بولك (تكساس)
مقاطعة بولك (بالإنجليزية: Polk  County)‏ هي إحدى المقاطعات في ولاية تكساس، الولايات المتحدة الأمريكية، يبلغ عدد سكانها 45,413 نسمة طبقا لإحصاء عام 2010 .

موقع المقاطعة في ولاية تكساس

## أعلام
- مون موليكان